# Niewiasta
Niewiasta w języku staropolskim wyraz ten początkowo oznaczał kobietę dopiero wkraczającą do rodziny – narzeczoną, synową, szwagierkę, w przeciwieństwie do białogłowy. Później różnice semantyczne pomiędzy niewiastą a białogłową uległy zatarciu.
Wyraz pochodzi od *nevěsti "nie wiedzieć, nie znać" i oznacza osobę, której się jeszcze nie zna.